# Eldar Qasımov
Eldar Qasımov (IPA: [elˈdɑr ɡɑˈsɯmov]) (Baku, 1989. június 4. –) azeri énekes, a 2011-es Eurovíziós Dalverseny győztese.

## Életrajz
Eldar a híres azeri színészpár – Abbas Mirzə Şərifzadə és Marziyya Davudova – dédunokája. Már fiatalon énekelni kezdett, több kisebb koncertje volt Azerbajdzsánban és Moszkvában. 2001–2005 között megtanult zongorázni. A Bakii Szláv Egyetemen (BSU) végzett, ahol többek között nemzetközi kapcsolatokat és regionális földrajzot tanult.
2011. február 11-én Eldart és Nigart választotta az azeri zsűri a Milli Seçim Turu 2010 győztesének, ezzel elnyerték a jogot, így ők képviselhették Azerbajdzsánt a 2011-es Eurovíziós Dalfesztiválon Düsseldorfban, amit megnyertek.
Tanulmányait 1997-ben kezdte a Xəzər Egyetemen, ahol közgazdaságtant és menedzsmentet tanult. Diplomáját 2001-ben szerezte meg. 2005-ben énekesnői karrierjét, R&B, soul és pop zenei stílusban kezdte meg. Példaképei közé olyan művészek tartoznak mint Christina Aguilera, Alicia Keys, Brandy Norwood, Craig David, és Chris Brown.
2011. február 11-én Eldart és Nigart választotta az azeri zsűri a Milli Seçim Turu 2010 győztesének, ezzel elnyerték a jogot, így ők képviselhették Azerbajdzsánt a 2011-es Eurovíziós Dalfesztiválon Düsseldorfban, amit megnyertek.
2021-ben ő hirdette ki közösen Nigarral az azeri szakmai zsűri szavazatait az Eurovíziós Dalfesztiválon.

## Fordítás
- Ez a szócikk részben vagy egészben  az   Eldar Gasimov című angol Wikipédia-szócikk fordításán alapul.  Az eredeti cikk szerkesztőit annak laptörténete sorolja fel. Ez a jelzés csupán a megfogalmazás eredetét és a szerzői jogokat jelzi, nem szolgál a cikkben szereplő információk forrásmegjelöléseként.